# محمدعلی فیاضی
محمدعلی فیاضی (زاده ۲۴ ژوئیه ۱۹۹۵)، بازیکن فوتسال اهل افغانستان و عضو تیم ملی فوتسال افغانستان است. وی در حال حاضر، برای مصافی الوسط در لیگ فوتسال عراق به میدان می‌رود.